# Happiness! 2 樱花盛典
《Happiness!2 櫻花盛典》是Windmill Oasis在2019年2月22日發售的戀愛冒險類型成人遊戲，後來由ARES於2022年3月24日發售任天堂Switch版《Happiness! 櫻花盛典》。2020年4月24日發售Fan disc《Happiness!2 Re:Lucks》（はぴねす!2 りらっくす）。

## 故事簡介
御咲市是座魔法盛行的都市，擁有提升身體能力的魔法的男主角一條和綺在御咲市過著平穩的生活。在進入春天時，和綺的妹妹一條熾月回到這個都市，而魔法能力高超的神秘女孩姬川花戀也轉到了和綺的學校就讀。這兩件事讓和綺的生活開始有了改變。

## 登場角色

### 主要角色
一條和綺
作品男主角，櫻丘學園二年級生。跟一般魔法師不同，擅於提升身體素質的魔法，因而在魔法界評價不高。
姬川花戀（聲：榊原由依）
櫻丘學園二年級生，實力高強且世界著名的魔法師。好奇心旺盛。
桐谷璃乃（聲：成瀨未亞）
櫻丘學園二年級生，和綺班上的班長，責任感強烈，擅長照顧人。
九重楓子（聲：遙空）
櫻丘學園三年級生，和綺的青梅竹馬，自稱是和綺的未婚妻。擅於占卜，但算出來的都是不好的結果。
一條熾月（聲：杏子御津）
櫻丘學園一年級生，和綺的妹妹，擁有一流的魔法實力。升上高中前都在蘇格蘭留學。不擅長與人相處。

### 其他角色
一條瑞月
櫻丘學園一年級生，和綺的妹妹，和熾月是雙胞胎。非常擅於家事及與人交流。
渡來菜生（聲：風音）
櫻丘學園二年級生，和綺的青梅竹馬，外表楚楚可憐，實際上是男孩子。
橘海音
和綺、熾月、瑞月的養母。在學園經營咖啡廳「Oasis」。

## 主題曲
片頭曲「Happy Blossom!」
作詞、主唱：榊原由依，作曲、編曲：菊田大介
片尾曲「Blessing bloom」
作詞：榊原由依，作曲、編曲：菊田大介，主唱：橋本美雪

## 外部連結
- PC版官方網站 （页面存档备份，存于）（日語）
- NS版官方網站 （页面存档备份，存于）（日語）
- PC中文版官方網站 （页面存档备份，存于）（简体中文）
- Happiness!2 Re:Lucks官方網站 （页面存档备份，存于）（日語）
- 《Happiness! 2 樱花盛典》在視覺小說數據庫的頁面 （英文）